# زونا گلومرولوزا
زونا گلومرولوزا (انگلیسی: Zona glomerulosa) سطحی‌ترین لایه در قشر غده فوق کلیوی است، که دقیقاً در زیر پوشینه کلیوی قرار گرفته است. سلول‌های این قسمت تخم‌مرغی شکل هستند و به شکل خوشه‌ای (کمانی) قرار گرفته‌اند. عواملی مانند افزایش سطح پتاسیم، ترشح رنین و کاهش گردش خون کلیوی می‌توانند سلول‌های زونا گلومرولوزا را تحریک کنند تا مینرالوکورتیکوئیدها (مانند آلدوسترون) را بسازند. این واکنش، یکی از بخش‌های سیستم رنین-آنژیوتانسین است. 